# Lasioglossum jultschinicum
Lasioglossum jultschinicum är en biart som beskrevs av Ebmer 1972. Lasioglossum jultschinicum ingår i släktet smalbin, och familjen vägbin. Inga underarter finns listade i Catalogue of Life.